# Isla María Francisca
Isla María Francisca (en portugués: Ilha Maria Francisca también conocida como Ilha Garcia, Ilha das Flexas) Es el nombre que recibe una isla que se encuentra en el estado de Santa Catarina al sur del país suramericano de Brasil, justo entre la isla de Santa Catarina y el territorio continental de Brasil en la Bahía conocida como Sur (baía sul) en las coordenadas geográficas 27°41′S 48°34′O / -27.683, -48.567. Administrativamente hace parte del territorio del Municipio de Florianópolis.